# امین احمد رازی
امین احمد رازی، تذکره‌نویس و ادیب ایرانی قرن شانزده و هفده میلادی دوران صفویه  است.

## زندگی
امین احمد رازی، محمد مؤمن، فرزند میرزا احمد تهرانی در ری متولد شد. سال 1002 ه.ق سال تولد او نبوده و سال اتمام تالیف اثر معروف او - تذکره هفت اقلیم - بوده است. از تاریخ تولد او اطلاعات دقیقی در دسترس نیست. پدرش از جانب شاه طهماسب صفوی به کلانتری ری مأمور بود. امین احمد نیز از اعیان دربار صفوی بود و در دورهٔ شاه عباس اول به هندوستان رفت و به دربار جهانگیر شاه راه یافت. در آنجا طی مدت شش سال تذکرهٔ نفیس خود  هفت اقلیم را نوشت.

## هفت اقلیم
هفت اقلیم اطلاعات تاریخی، بیوگرافی و توپوگرافی گسترده ای را ارائه می دهد و بر اساس ایده قدیمی «هفت اقلیم» مرتب شده است، یعنی تقسیم عمده جهان بر اساس عرض جغرافیایی بر اساس نظرات بطلمیوس. 
در این اثر ۱۵۶۰ تعداد زندگی نامه موجود است و شامل جزئیات بیشتری از آنچه در لباب الالباب یا تذکرة الاولیاء یافت می شود است. 
این اثر همچنین نمونه‌هایی از شعر و نثر دارد که در جای دیگر ثبت نشده است.
اقلیم اوّل: یادکرد یمن و بلاد الزّنج و نوبه و چین
اقلیم دوم: یادکرد مکّه و مدینه و یمامه و هرمز و دکن و...
اقلیم سوم: یادکرد عراق و بغداد و کوفه و نجف و...
اقلیم چهارم: یادکرد خراسان و بلخ و هرات و جام و مشهد و ...
اقلیم پنجم: یادکرد شروان و گنجه و خوارزم و ماوراءالنهر و ...
اقلیم ششم: یادکرد ترکستان و فاریاب و روسیه و ...
اقلیم هفتم: یادکرد بلغار و سقلاب و یأجوج و مأجوج

## درگذشت
به‌درستی روشن نیست که رازی پس از تألیف هفت‌اقلیم، چگونه روزگار می‌گذرانده و حتى معلوم نیست که دقیقاً در چه سالی درگذشته است. ولی همین اندازه روشن است که وی، اولاً در هند درگذشته، ثانیاً هنگام تألیف عرفات العاشقین (۱۰۲۲-۱۰۲۴ ق / ۱۶۱۳-۱۶۱۵ م) در قید حیات نبوده است. مشار (۱ / ۶۸۳)، او را در ۱۰۲۱ ق / ۱۶۱۲ م زنده دانسته است. البته باتوجه‌به طول زمان تألیف عرفات العاشقین، این نظر نمی‌تواند چندان دور از ذهن باشد. 